# ليوناردو ماير
ليوناردو ماير (بالإسبانية: Leonardo Mayer)‏ (ولد في 15 مايو 1987، في كوررينتس, الأرجنتين). هو لاعب كرة مضرب محترف.

## روابط خارجية
- ليوناردو ماير على موقع IMDb (الإنجليزية)

- ليوناردو ماير على موقع رابطة محترفي التنس (الإنجليزية)
- ليوناردو ماير على موقع الاتحاد الدولي لكرة المضرب (الإنجليزية)
- ليوناردو ماير على موقع كأس ديفيز (الإنجليزية)
- ليوناردو ماير على موقع خلاصة التنس.كوم (الإنجليزية)
- ليوناردو ماير على موقع إي إس بي إن.كوم (الإنجليزية)